# Eleições europeias de 2019 na Amadora

## Resultados Oficiais
| Partido                 | Partido                        | Votos   | %               | +/-  |
| ----------------------- | ------------------------------ | ------- | --------------- | ---- |
|                         | Partido Socialista             | 21 072  | 38,13 / 100,00  | 4,10 |
|                         | Partido Social Democrata       | 7 380   | 13,35 / 100,00  | -    |
|                         | Bloco de Esquerda              | 6 294   | 11,39 / 100,00  | 5,80 |
|                         | Coligação Democrática Unitária | 5 287   | 9,57 / 100,00   | 8,45 |
|                         | Pessoas–Animais–Natureza       | 3 619   | 6,55 / 100,00   | 4,22 |
|                         | CDS – Partido Popular          | 2 365   | 4,28 / 100,00   | -    |
|                         | Basta!                         | 1 318   | 2,38 / 100,00   | 1,41 |
|                         | Aliança                        | 1 268   | 2,29 / 100,00   | Novo |
|                         | LIVRE                          | 1 202   | 2,17 / 100,00   | 0,53 |
|                         | Nós, Cidadãos!                 | 640     | 1,16 / 100,00   | Novo |
|                         | Outros (com menos de 1,00%)    | 1 900   | 3,43 / 100,00   |      |
| Votos Inválidos         | Votos Inválidos                | 2 923   | 5,29 / 100,00   | 1,52 |
| Total                   | Total                          | 55 268  | 100,00 / 100,00 |      |
| Eleitorado/Participação | Eleitorado/Participação        | 144 986 | 38,12 / 100,00  | 0,54 |

## Resultados por Freguesia
Os resultados seguintes referem-se aos partidos que obtiveram mais de 1,00% dos votos:
| Freguesia             | %     | %     | %     | %     | %    | %    | %    | %    | %    | %    | Votantes |
| Freguesia             | PS    | PSD   | BE    | CDU   | PAN  | CDS  | B!   | A    | L    | NC!  | Votantes |
| --------------------- | ----- | ----- | ----- | ----- | ---- | ---- | ---- | ---- | ---- | ---- | -------- |
| Águas Livres          | 40,56 | 13,23 | 11,25 | 9,57  | 6,23 | 3,67 | 2,15 | 2,03 | 1,67 | 1,17 | 11 927   |
| Alfragide             | 28,86 | 17,04 | 11,96 | 6,09  | 7,68 | 7,96 | 2,54 | 3,83 | 3,94 | 1,42 | 6 272    |
| Encosta do Sol        | 40,62 | 12,01 | 10,62 | 9,92  | 5,82 | 4,19 | 2,27 | 2,10 | 2,50 | 1,15 | 8 363    |
| Falagueira-Venda Nova | 41,16 | 11,23 | 11,72 | 12,24 | 6,37 | 2,87 | 2,10 | 1,95 | 1,86 | 0,97 | 7 082    |
| Mina de Água          | 37,90 | 13,14 | 11,39 | 9,49  | 6,68 | 3,78 | 2,83 | 2,14 | 1,87 | 1,13 | 12 880   |
| Venteira              | 36,94 | 14,20 | 11,63 | 9,66  | 6,82 | 4,44 | 2,28 | 2,25 | 1,99 | 1,16 | 8 744    |
| Amadora               | 38,13 | 13,35 | 11,39 | 9,57  | 6,55 | 4,28 | 2,38 | 2,29 | 2,17 | 1,16 | 55 268   |

#### Águas Livres
| Partido                 | Partido                        | Votos  | %               | +/-  |
| ----------------------- | ------------------------------ | ------ | --------------- | ---- |
|                         | Partido Socialista             | 4 838  | 40,56 / 100,00  | 5,17 |
|                         | Partido Social Democrata       | 1 578  | 13,23 / 100,00  | -    |
|                         | Bloco de Esquerda              | 1 342  | 11,25 / 100,00  | 5,05 |
|                         | Coligação Democrática Unitária | 1 141  | 9,57 / 100,00   | 8,13 |
|                         | Pessoas–Animais–Natureza       | 743    | 6,23 / 100,00   | 4,28 |
|                         | CDS – Partido Popular          | 438    | 3,67 / 100,00   | -    |
|                         | Basta!                         | 256    | 2,15 / 100,00   | 1,36 |
|                         | Aliança                        | 242    | 2,03 / 100,00   | Novo |
|                         | LIVRE                          | 199    | 1,67 / 100,00   | 0,75 |
|                         | Nós, Cidadãos!                 | 139    | 1,17 / 100,00   | Novo |
|                         | Outros (com menos de 1,00%)    | 386    | 3,24 / 100,00   |      |
| Votos Inválidos         | Votos Inválidos                | 625    | 5,24 / 100,00   | 1,10 |
| Total                   | Total                          | 11 927 | 100,00 / 100,00 |      |
| Eleitorado/Participação | Eleitorado/Participação        | 31 387 | 38,00 / 100,00  | 0,04 |

#### Alfragide
| Partido                 | Partido                        | Votos  | %               | +/-  |
| ----------------------- | ------------------------------ | ------ | --------------- | ---- |
|                         | Partido Socialista             | 1 810  | 28,86 / 100,00  | 1,76 |
|                         | Partido Social Democrata       | 1 069  | 17,04 / 100,00  | -    |
|                         | Bloco de Esquerda              | 750    | 11,96 / 100,00  | 5,96 |
|                         | CDS – Partido Popular          | 499    | 7,96 / 100,00   | -    |
|                         | Pessoas–Animais–Natureza       | 482    | 7,68 / 100,00   | 4,86 |
|                         | Coligação Democrática Unitária | 382    | 6,09 / 100,00   | 7,42 |
|                         | LIVRE                          | 247    | 3,94 / 100,00   | 0,21 |
|                         | Aliança                        | 240    | 3,83 / 100,00   | Novo |
|                         | Basta!                         | 159    | 2,54 / 100,00   | 1,63 |
|                         | Iniciativa Liberal             | 99     | 1,58 / 100,00   | Novo |
|                         | Nós, Cidadãos!                 | 89     | 1,42 / 100,00   | Novo |
|                         | Outros (com menos de 1,00%)    | 136    | 2,17 / 100,00   |      |
| Votos Inválidos         | Votos Inválidos                | 310    | 4,95 / 100,00   | 3,69 |
| Total                   | Total                          | 6 272  | 100,00 / 100,00 |      |
| Eleitorado/Participação | Eleitorado/Participação        | 13 895 | 45,14 / 100,00  | 4,51 |

#### Encosta do Sol
| Partido                 | Partido                                         | Votos  | %               | +/-  |
| ----------------------- | ----------------------------------------------- | ------ | --------------- | ---- |
|                         | Partido Socialista                              | 3 397  | 40,62 / 100,00  | 4,43 |
|                         | Partido Social Democrata                        | 1 004  | 12,01 / 100,00  | -    |
|                         | Bloco de Esquerda                               | 888    | 10,62 / 100,00  | 5,39 |
|                         | Coligação Democrática Unitária                  | 830    | 9,92 / 100,00   | 9,16 |
|                         | Pessoas–Animais–Natureza                        | 487    | 5,82 / 100,00   | 3,61 |
|                         | CDS – Partido Popular                           | 350    | 4,19 / 100,00   | -    |
|                         | LIVRE                                           | 209    | 2,50 / 100,00   | 0,04 |
|                         | Basta!                                          | 190    | 2,27 / 100,00   | 1,04 |
|                         | Aliança                                         | 176    | 2,10 / 100,00   | Novo |
|                         | Nós, Cidadãos!                                  | 96     | 1,15 / 100,00   | Novo |
|                         | Partido Comunista dos Trabalhadores Portugueses | 91     | 1,09 / 100,00   | 1,13 |
|                         | Outros (com menos de 1,00%)                     | 215    | 2,57 / 100,00   |      |
| Votos Inválidos         | Votos Inválidos                                 | 430    | 5,15 / 100,00   | 1,41 |
| Total                   | Total                                           | 8 363  | 100,00 / 100,00 |      |
| Eleitorado/Participação | Eleitorado/Participação                         | 22 846 | 36,61 / 100,00  | 0,93 |

#### Falagueira - Venda Nova
| Partido                 | Partido                        | Votos  | %               | +/-  |
| ----------------------- | ------------------------------ | ------ | --------------- | ---- |
|                         | Partido Socialista             | 2 915  | 41,16 / 100,00  | 5,14 |
|                         | Coligação Democrática Unitária | 867    | 12,24 / 100,00  | 9,17 |
|                         | Bloco de Esquerda              | 830    | 11,72 / 100,00  | 6,42 |
|                         | Partido Social Democrata       | 795    | 11,23 / 100,00  | -    |
|                         | Pessoas–Animais–Natureza       | 451    | 6,37 / 100,00   | 4,37 |
|                         | CDS – Partido Popular          | 203    | 2,87 / 100,00   | -    |
|                         | Basta!                         | 149    | 2,10 / 100,00   | 1,18 |
|                         | Aliança                        | 138    | 1,95 / 100,00   | Novo |
|                         | LIVRE                          | 132    | 1,86 / 100,00   | 0,72 |
|                         | Outros (com menos de 1,00%)    | 284    | 4,01 / 100,00   |      |
| Votos Inválidos         | Votos Inválidos                | 318    | 4,49 / 100,00   | 1,11 |
| Total                   | Total                          | 7 082  | 100,00 / 100,00 |      |
| Eleitorado/Participação | Eleitorado/Participação        | 18 534 | 38,21 / 100,00  | 1,15 |

#### Mina de Água
| Partido                 | Partido                        | Votos  | %               | +/-  |
| ----------------------- | ------------------------------ | ------ | --------------- | ---- |
|                         | Partido Socialista             | 4 882  | 37,90 / 100,00  | 5,29 |
|                         | Partido Social Democrata       | 1 692  | 13,14 / 100,00  | -    |
|                         | Bloco de Esquerda              | 1 467  | 11,39 / 100,00  | 5,67 |
|                         | Coligação Democrática Unitária | 1 222  | 9,49 / 100,00   | 8,59 |
|                         | Pessoas–Animais–Natureza       | 860    | 6,68 / 100,00   | 4,02 |
|                         | CDS – Partido Popular          | 487    | 3,78 / 100,00   | -    |
|                         | Basta!                         | 365    | 2,83 / 100,00   | 1,75 |
|                         | Aliança                        | 275    | 2,14 / 100,00   | Novo |
|                         | LIVRE                          | 241    | 1,87 / 100,00   | 0,75 |
|                         | Nós, Cidadãos!                 | 146    | 1,13 / 100,00   | Novo |
|                         | Outros (com menos de 1,00%)    | 458    | 3,56 / 100,00   |      |
| Votos Inválidos         | Votos Inválidos                | 785    | 6,09 / 100,00   | 1,48 |
| Total                   | Total                          | 12 880 | 100,00 / 100,00 |      |
| Eleitorado/Participação | Eleitorado/Participação        | 35 825 | 35,95 / 100,00  | 0,63 |

#### Venteira
| Partido                 | Partido                        | Votos  | %               | +/-  |
| ----------------------- | ------------------------------ | ------ | --------------- | ---- |
|                         | Partido Socialista             | 3 230  | 36,94 / 100,00  | 2,35 |
|                         | Partido Social Democrata       | 1 242  | 14,20 / 100,00  | -    |
|                         | Bloco de Esquerda              | 1 017  | 11,63 / 100,00  | 6,68 |
|                         | Coligação Democrática Unitária | 845    | 9,66 / 100,00   | 7,53 |
|                         | Pessoas–Animais–Natureza       | 596    | 6,82 / 100,00   | 4,31 |
|                         | CDS – Partido Popular          | 388    | 4,44 / 100,00   | -    |
|                         | Basta!                         | 199    | 2,28 / 100,00   | 1,37 |
|                         | Aliança                        | 197    | 2,25 / 100,00   | Novo |
|                         | LIVRE                          | 174    | 1,99 / 100,00   | 0,63 |
|                         | Nós, Cidadãos!                 | 101    | 1,16 / 100,00   | Novo |
|                         | Outros (com menos de 1,00%)    | 300    | 3,43 / 100,00   |      |
| Votos Inválidos         | Votos Inválidos                | 455    | 5,21 / 100,00   | 1,36 |
| Total                   | Total                          | 8 744  | 100,00 / 100,00 |      |
| Eleitorado/Participação | Eleitorado/Participação        | 22 499 | 38,86 / 100,00  | 0,35 |